# Uštknutí

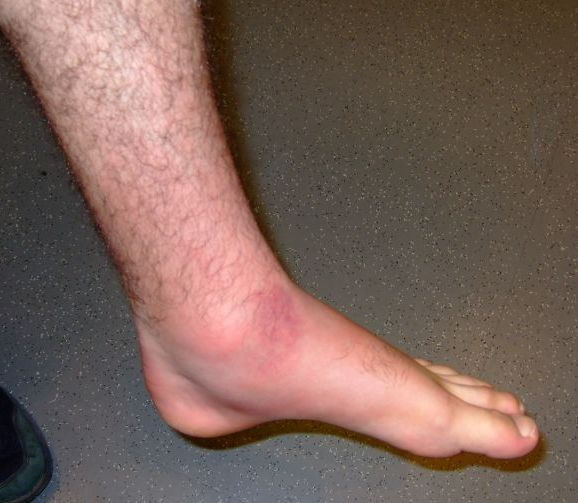
Noha uštknutá od zmije

Uštknutí je zdravotní stav, který nastává po útoku jednoho druhu na jiný nejčastěji prováděný pomocí zubů vybavených jedem. V některých případech je jako uštknutí řazeno i bodnutí organismu vybaveného jedovatým trnem na ocasu.
Jedná se často o vážnou zdravotní komplikaci, která může v jistých případech vést i ke smrti napadeného jedince, pokud je dávka jedu příliš silná na napadený organismus. Uštknutí má různé průběhy v závislosti na druhu jedu, který se během útoku dostává do těla. Často se vyskytuje selhání důležitých orgánů, či paralyzování pohybových možností jedince, či vyřazení nervové soustavy. Pokud není organismu podáno sérum, mohou nastat často velmi podezřelé a závažné komplikace vedoucí až ke smrti jedince.
Mezi nejznámější organismy, které jsou schopny uštknutí patří skupina hadů s jedovými zuby, štíři, některé druhy jedovatých ryb.

## Ochrana
Člověk se brání proti uštknutí ve volné přírodě například pomocí vysokých bot z pevného materiálu, kdy útočící had se zakousne do těchto bot a nezraní přímo člověka.